# Collegio elettorale di Cesena II
Il collegio elettorale di Cesena II è stato un collegio elettorale uninominale del Regno di Sardegna, uno dei sette collegi della provincia di Forlì.
È stato istituito, assieme agli altri collegi elettorali dell'Emilia, con decreto del Governatore per le provincie dell'Emilia, Luigi Carlo Farini, il 20 gennaio 1860
Con la proclamazione del Regno d'Italia i territori di questo collegio e quelli del collegio di Cesena I sono stati riuniti in un unico collegio.

## Dati elettorali
Nel collegio si svolsero votazioni solo per la settima legislatura.

### VII legislatura
Le votazioni si svolsero in 387 collegi uninominali a doppio turno. Come previsto dalla legge elettorale del 20 novembre 1859, era eletto al primo turno il candidato che «riunisce in suo favore più del terzo dei voti del total numero dei membri componenti il collegio e più della metà dei suffragi dati dai votanti presenti all'adunanza» (art. 91). Se nessun candidato era eletto, al ballottaggio tra i due candidati con più voti era eletto chi otteneva il maggior numero di voti (art. 92) o, in caso di ugual numero di voti, il maggiore d'età (art. 93).
| Partito                            | Partito                            | Candidato                          | Risultati 25 marzo 1860 | Risultati 25 marzo 1860 |
| Partito                            | Partito                            | Candidato                          | Voti                    | %                       |
| ---------------------------------- | ---------------------------------- | ---------------------------------- | ----------------------- | ----------------------- |
|                                    | —                                  | Gaspare Finali                     | 174                     | 100,00                  |
|                                    |                                    |                                    |                         |                         |
| Iscritti                           | Iscritti                           | Iscritti                           | 479                     | 100,00                  |
| ↳ Votanti (% su iscritti)          | ↳ Votanti (% su iscritti)          | ↳ Votanti (% su iscritti)          | 178                     | 37,16                   |
| ↳ Voti validi (% su votanti)       | ↳ Voti validi (% su votanti)       | ↳ Voti validi (% su votanti)       | 174                     | 97,75                   |
| ↳ Schede non valide (% su votanti) | ↳ Schede non valide (% su votanti) | ↳ Schede non valide (% su votanti) | 4                       | 2,25                    |
| ↳ Astenuti (% su iscritti)         | ↳ Astenuti (% su iscritti)         | ↳ Astenuti (% su iscritti)         | 301                     | 62,84                   |

L'onorevole Finali decadde dalla carica il 18 luglio 1860 essendo stato nomina consigliere di governo. Il collegio fu riconvocato.
| Partito                            | Partito                            | Candidato                          | Primo turno 16 settembre 1860 | Primo turno 16 settembre 1860 | Ballottaggio 20 settembre 1860 | Ballottaggio 20 settembre 1860 |
| Partito                            | Partito                            | Candidato                          | Voti                          | %                             | Voti                           | %                              |
| ---------------------------------- | ---------------------------------- | ---------------------------------- | ----------------------------- | ----------------------------- | ------------------------------ | ------------------------------ |
|                                    | —                                  | Maurizio Gerbaix de Sonnaz         | 21                            | 35,59                         | 67                             | 56,30                          |
|                                    | —                                  | Ferrante Ferri Pasolini            | 38                            | 64,41                         | 52                             | 43,70                          |
|                                    |                                    |                                    |                               |                               |                                |                                |
| Iscritti                           | Iscritti                           | Iscritti                           | 468                           | 100,00                        | 468                            | 100,00                         |
| ↳ Votanti (% su iscritti)          | ↳ Votanti (% su iscritti)          | ↳ Votanti (% su iscritti)          | 72                            | 15,38                         | 119                            | 25,43                          |
| ↳ Voti validi (% su votanti)       | ↳ Voti validi (% su votanti)       | ↳ Voti validi (% su votanti)       | 59                            | 81,94                         | 119                            | 100,00                         |
| ↳ Schede non valide (% su votanti) | ↳ Schede non valide (% su votanti) | ↳ Schede non valide (% su votanti) | 13                            | 18,06                         | 0                              | 0,00                           |
| ↳ Astenuti (% su iscritti)         | ↳ Astenuti (% su iscritti)         | ↳ Astenuti (% su iscritti)         | 396                           | 84,62                         | 349                            | 74,57                          |

Il 30 ottobre 1860 l'onorevole Gerbaix de Sonnaz fu promosso al grado di tenente generale.  Non seguì altra elezione.